# Werrabrücke Creuzburg
Die Werrabrücke im westthüringischen Creuzburg wurde im Jahr 1223 erbaut und ist die älteste erhaltene Natursteinbrücke in den östlichen Bundesländern. Die Steinbogenbrücke überspannt mit einer Länge von 86 Metern die Werra.

## Geschichte
An Stelle einer hölzernen Brücke ließ Landgraf Ludwig IV im Jahr 1223 die Steinbrücke errichten. Das Bauwerk war durch einen Wehrturm am östlichen Brückenkopf gesichert. Die Brücke soll auch mit dem 200 m entfernten „Eisenacher Tor“ der Creuzburger Stadtmauer verbunden gewesen sein.
Schon wenig später entstand am östlichen Ufer unterstromseitig eine hölzerne Kapelle, dem Schutzheiligen Liborius geweiht, die 1499 durch eine im spätgotischen Stil errichtete Liboriuskapelle ersetzt wurde.
Im Jahr 1717 wurde der Brückenturm abgerissen. Von 1747 bis 1752 erfolgten zur Behebung von Hochwasserschäden unter der Leitung von Gottfried Heinrich Krohne umfangreiche Reparatur- und Erneuerungsarbeiten. Anfang des 20. Jahrhunderts war das Bauwerk Teil der Reichsstraße 7. Am 1. April 1945 wurden zwei Bögen der Brücke von der Wehrmacht gesprengt, der Wiederaufbau dauerte bis 1952.
Aufgrund von Einsturzgefahr infolge mangelhaften Unterhalts und wachsender Verkehrslast wurde 1986 ungefähr 100 Meter oberstrom eine neue Werrabrücke aus Spannbeton errichtet, über die die heutige Bundesstraße 7 verläuft.
Die Natursteinbrücke wurde 1992 und 1993 für rund zwei Millionen DM instand gesetzt, sie steht unter Denkmalschutz.

## Konstruktion
Die 86 m lange Brücke besteht aus Natursteinmauerwerk und hat sieben Halbkreisbögen. Sie ruht im östlichen Teil auf einer Felsbarre im Fluss. Als Baumaterial fand gelber Sandstein und Kalkstein aus örtlichen Steinbrüchen Verwendung.
Die sechs steinernen Pfeiler sind oberstromseitig mit keilförmigen Eisbrechern verstärkt, unterstromseitig sind die Pfeiler halbkreisförmig abgerundet. Die drei mittleren Pfeiler besitzen ober- und unterstromseitig halbkreisförmige Ausweichkanzeln. Nur vier Pfeiler stehen permanent im Wasser.
Die lichten Weiten der Öffnungen betragen von West nach Ost: 4,72 m, 6,31 m, 6,20 m, 8,40 m, 9,37 m, 9,27 m und 9,15 m mit Pfeilerbreiten von 4,50 m, 3 × 5,00 m, 6,00 m und 3,55 m. Die Fahrbahnbreite zwischen den Sandsteinbrüstungen variiert zwischen 5,27 m und 5,62 m. An den Brückenwiderlagern schließen sich eine 31 m (im Westen) sowie 14 m (im Osten) lange gemauerte Rampe an.
Die aufwändige Instandsetzung 1992/1993 wurde erforderlich, da bei großen Partien der unterstromseitigen Stirnmauern und der westlichen Gewölbebögen eine ausreichende Standsicherheit nicht mehr vorhanden war. Durch den Einbau von stabilisierenden Betonschalen über den Gewölben konnten die Mauerwerks- und Gewölbeschäden behoben werden. Die Instandsetzung des Sichtmauerwerks erfolgte weitestgehend originalgetreu.

## Galerie

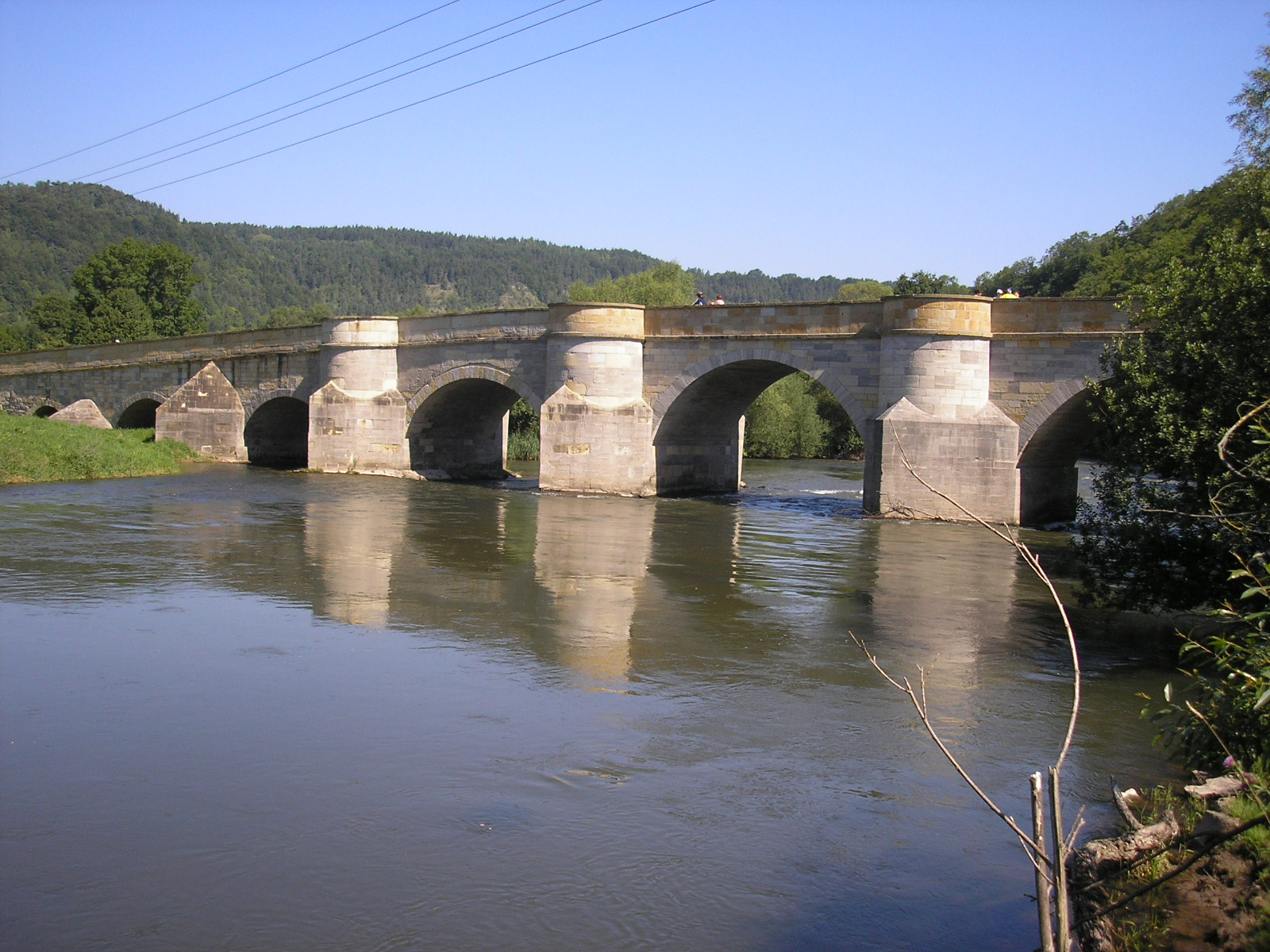
Blick flussabwärts auf die Werra mit dem mittleren Brückenteil
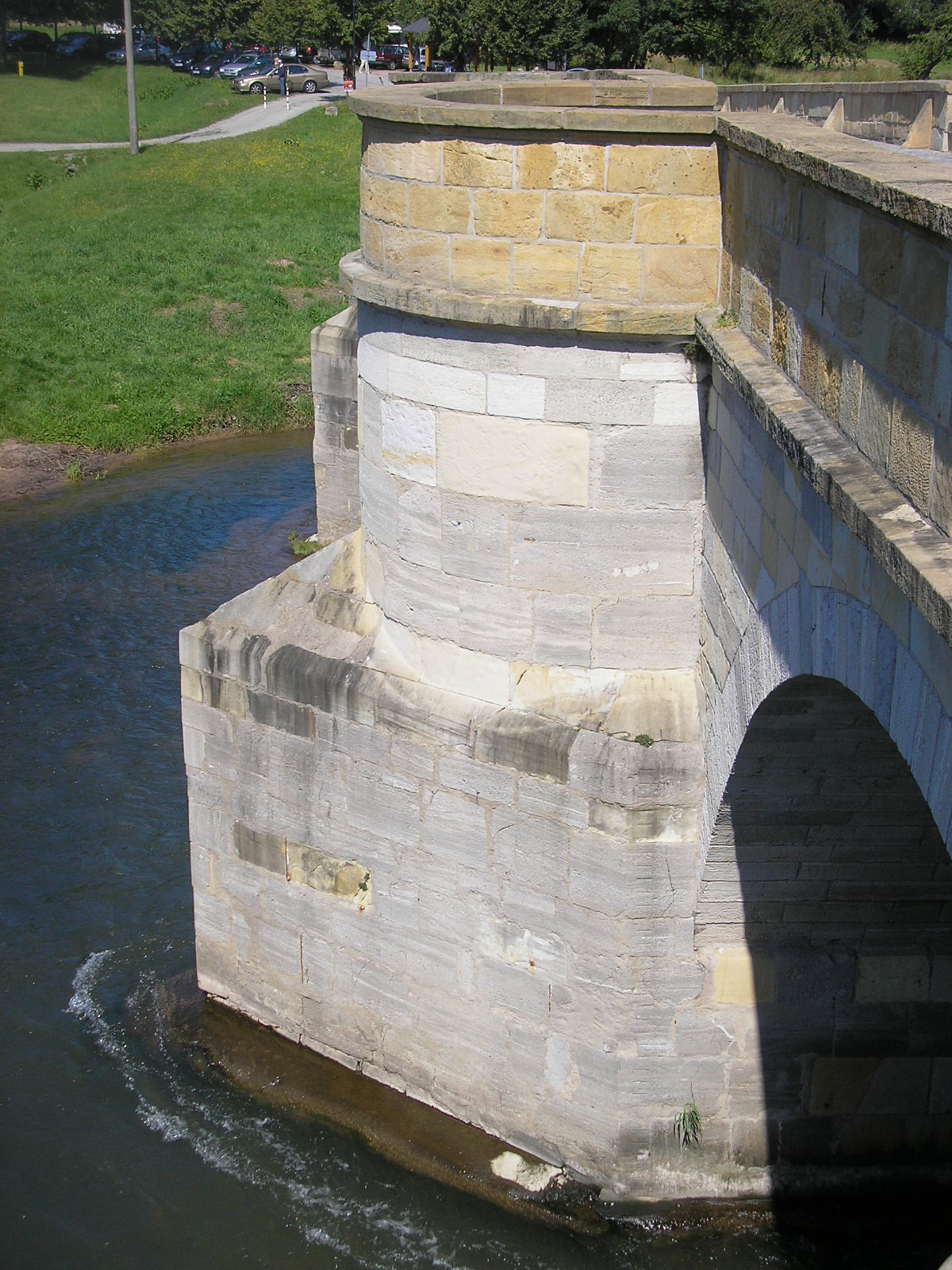
Einer der stromaufwärts mit Eisbrechern ausgestatteten Brückenpfeiler
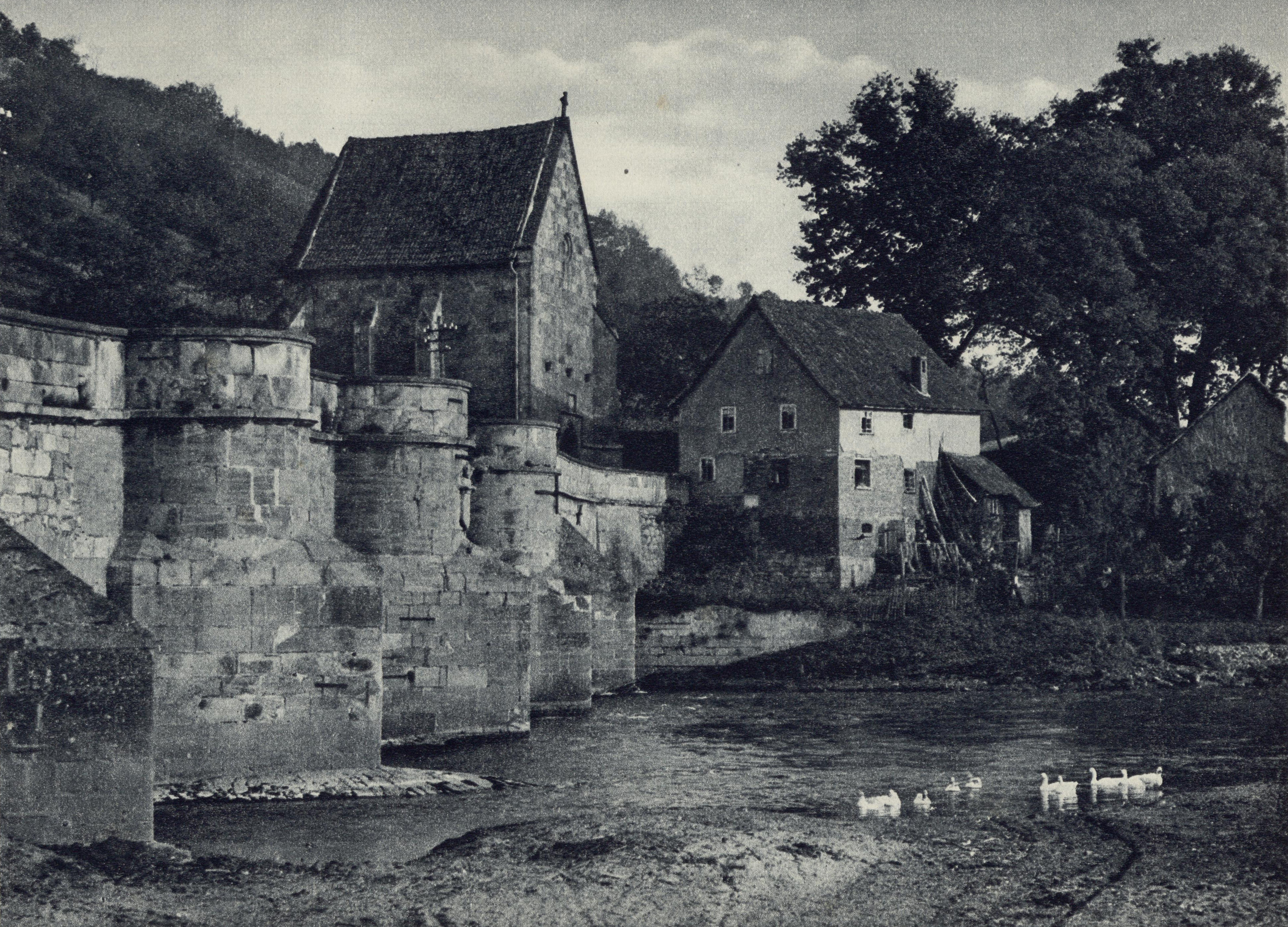
Die Werrabrücke und die Liboriuskapelle in den 1920er Jahren